# Bank of the West Classic 2012
Bank of the West Classic 2012 — професійний тенісний турнір, що проходив на кортах з твердим покриттям. Це був 41-й за ліком турнір. Належав до категорії Premier у рамках Туру WTA 2012. Відбувся в Стенфорді (США). Тривав з 9 до 15 липня 2012.

## Учасниці основної сітки в одиночному розряді

### Сіяні
| Країна        | Гравчиня           | Рейтинг1 | Сіяна |
| ------------- | ------------------ | -------- | ----- |
| США           | Серена Вільямс     | 6        | 1     |
| Франція       | Маріон Бартолі     | 9        | 2     |
| Словаччина    | Домініка Цібулкова | 13       | 3     |
| Сербія        | Єлена Янкович      | 21       | 4     |
| Бельгія       | Яніна Вікмаєр      | 36       | 5     |
| ПАР           | Шанелль Схеперс    | 43       | 6     |
| Хорватія      | Петра Мартич       | 45       | 7     |
| Нова Зеландія | Марина Еракович    | 49       | 8     |
| Румунія       | Сорана Кирстя      | 52       | 9     |

- 1 Рейтинг подано станом на 25 червня 2012

### Інші учасниці
Нижче наведено учасниць, які отримали вайлдкард на участь в основній сітці:
- Меллорі Бердетт
- Ніколь Гіббс
- Мішель Ларшер де Бріту

Нижче наведено гравчинь, які пробились в основну сітку через стадію кваліфікації:
- Яна Юріцова
- Ноппаван Летчівакарн
- Грейс Мін
- Еріка Сема

Гравчині, що потрапили в основну сітку як щасливі лузери:
- Алекса Ґлетч
- Коко Вандевей
- Чжен Сайсай

### Знялись з турніру
- Стефані Дюбуа (травма ступні)
- Даніела Гантухова
- Петра Мартич
- Крістіна Макгейл
- Бояна Йовановські
- Анджелік Кербер
- Надія Петрова
- Пен Шуай

### Завершили кар'єру
- Моріта Аюмі (травма поперекового відділу хребта)

## Учасниці основної сітки в парному розряді

### Сіяні
| Країна            | Гравчиня          | Країна            | Гравчиня            | Рейтинг1 | Сіяна |
| ----------------- | ----------------- | ----------------- | ------------------- | -------- | ----- |
| Австралія         | Ярміла Ґайдошова  | США               | Ваня Кінґ           | 45       | 1     |
| США               | Ракель Копс-Джонс | США               | Абігейл Спірс       | 49       | 2     |
| ПАР               | Наталі Грандін    | Чехія             | Владіміра Угліржова | 55       | 3     |
| Китайський Тайбей | Чжань Хаоцін      | Китайський Тайбей | Чжань Юнжань        | 128      | 4     |

- 1 Рейтинг подано станом на 25 червня 2012

### Інші учасниці
Нижче наведено пари, які отримали вайлдкард на участь в основній сітці:
- Меллорі Бердетт /  Ніколь Гіббс
- Сімон Келгорн /  Алессондра Парра

### Завершили кар'єру
- Уршуля Радванська (тепловий удар)

## фінал

### Одиночний розряд
- Серена Вільямс —  Коко Вандевей 7–5, 6–3

### Парний розряд
- Марина Еракович /  Гезер Вотсон —  Ярміла Ґайдошова /  Ваня Кінґ 7–5, 7–6(9–7)